# Maryja, czysta dziewice
Maryja, czysta dziewice – polska pieśń maryjna z XIV lub I poł. XV wieku.
Tytuł używany w opracowaniach pochodzi od incipitu utworu. Pieśń jest znana z zapisu z połowy XV w. z biblioteki paulinów na Jasnej Górze. Wcześniejszy zapis, prawdopodobnie z I poł. XV w., mieszczący się na wyklejce kodeksu przechowywanego w Petersburgu, zaginął. Utwór uchodzi za jedną z najstarszych zachowanych pieśni kościelnych w języku polskim. Pieśń mogła powstać jeszcze w XIV w., na co wskazują formy gramatyczne i archaizmy.
Pieśń składa się z 9 zwrotek. Mogła być przekładem łacińskiego pierwowzoru, jednak oryginał nie jest znany. Pewne podobieństwa łączą ją z łacińskim oficjum maryjnym Mole gravati criminum. Utwór zalicza się do pieśni preambulicznych, wykonywanych przed kazaniem i wzywających wiernych do modlitwy. 
Pieśń Maryja, czysta dziewice wzywa do zbiorowej recytacji modlitwy Zdrowaś Maryjo. Zawiera pochwałę Maryi, matki Zbawiciela, prośbę o wstawiennictwo u Syna i wsparcie, wyznanie własnych słabości, wiarę w skuteczność uczestnictwa w nabożeństwie.